# Саид бин Таймур
Саид бен Таймур аль-Саид (араб. سعيد بن تيمور آل سعيد‎;
13 августа 1910, Маскат — 19 октября 1972, Лондон) — султан Омана и Маската в 1932—1970 годах, состоявшего в то время из территории нынешнего султаната Оман и части территории ОАЭ. Происходил из династии Саидидов.

## Биография
Родился в столице Омана Маскате, как внук правившего тогда султана Омана и Маската Фейсала бен Турки. С февраля 1922 и по середину 1927 года он учится в колледже Майо в индийском городе Аджмер, где освоил английский язык и урду. В этом колледже учились отпрыски знатных индийских фамилий, в том числе правителей удельных государств в Британской Индии («колледж принцев»). Так как в этом колледже Саид не мог в достаточной мере изучать арабский язык, то он по настоянию султана Таймура с сентября 1927 в течение года учится далее в Багдаде, после чего некоторое время живёт в Карачи. В 1931 году Саид, вследствие ухудшившегося состояния здоровья, возвращается на родину. В 1932 его отец, правивший султан Теймур бин Фейсал, перед лицом всё углублявшегося финансового кризиса в Омане, усиливавшегося Всемирным экономическим кризисом, был вынужден отказаться от престола в пользу своего сына Саида бен Таймура (провозглашён султаном 10 февраля 1932 года).
В результате проводимой Саидом бен Таймуром строгой экономической политики и ограничения импорта товаров произошло некоторое оздоровление финансового положения Омана, был также сокращён внешний долг страны, однако при этом в немалой степени пострадали также такие важные направления, как образование и здравоохранение. В 1954 году на Оман совершили нападение ваххабитские отряды из Саудовской Аравии, оккупировавшие оазис Бурайми, однако под давлением англичан саудовские войска в 1955 году вынуждены были покинуть территорию Омана.
Ещё с 1920 года, когда султаны Омана заключили Себский договор с религиозными деятелями внутренних регионов страны, там существовал автономный имамат, опиравшийся на различные племена и роды. После открытия богатых нефтяных источников на побережье Персидского залива, оманский султан также пожелал исследовать внутренние пустынные части своей страны, однако при этом вынужден был считаться с местными властями имамата. Для преодоления их влияния Саид бен Таймур заключает ряд союзов с арабскими племенами глубинки Омана. Отношения между султаном и имаматом особенно ухудшились в 1954 году, когда новый имам Галиб ибн Али аль-Хинай (правил 1954—1955) начал добиваться независимости от центральных властей Омана. После понесённого в этой борьбе поражения имам в 1957 году, при поддержке Египта, возвращается и продолжает сопротивление. Лишь в 1959 году, после вмешательства в этот конфликт британских войск, Галибу ибн Али было нанесено окончательное поражение. Однако в результате этой гражданской войны внешняя задолженность Омана выросла настолько, что султану пришлось продать Пакистану принадлежавший ему на территории Белуджистана анклав Гвадар — за который Айюб Хан заплатил Оману 3 миллиона фунтов стерлингов.
Саид был своевольным и упрямым правителем. Особенно негативно на развитии страны отражались такие его качества, как чрезмерная экономия, недоверие к собственным советникам и специалистам. Крайне сложными были процедуры по оформлению въезда и выезда из Омана. В 1960-е годы для управления страной он привлекал преимущественно британских советников — в том числе «главным визирем» и министром обороны Омана были англичане. Единственным членом кабинета оманского происхождения был министр внутренних дел Ахмед бин Ибрагим. В 1958 году султан Саид окончательно покидает столицу и с тех пор живёт в Салале (провинция Дофар), страной же фактически управляет Ахмед бин Ибрагим. После того, как в 1966 году в Омане были обнаружены значительные месторождения нефти, султан Саид начинает модернизацию страны — строительство современного порта в Матрахе, прокладку асфальтированного шоссе из Маската к Сохару, открывает государственную радиостанцию и др. В мае 1970 года он вводит в Омане современную национальную валюту, которая сменила прежние ходившие в стране рупии, талеры Марии-Терезии и мелкие местные монеты. В 1965 году в наиболее отсталой оманской пограничной провинции Дофар вспыхнуло народное восстание, поддержанное впоследствии социалистическим правительством Южного Йемена.
23 июля 1970 года султан Саид, на фоне углубляющегося экономического кризиса в стране и поражений в Дофаре, был свергнут с престола путём военного переворота, который возглавили его сын Кабус и шейх Барак бин Хамуд. В целом смена власти прошла почти бескровно, так как большинство сановников из свиты султана отказали ему в поддержке. Однако сам Саид оказал сопротивление, отстреливаясь из личного пистолета. При этом он ранил шейха Барака и — при перезарядке оружия — себя самого, после чего инцидент был завершён. Султан Саид был вынужден подписать собственное отречение от престола и, после оказанной ему медицинской помощи, был выслан в изгнание, в Лондон. Здесь бывший монарх жил уединённо, в собственных апартаментах отеля Дорчестер. Похоронен был на кладбище в Уокинге (графство Суррей), затем перезахоронен на родине, на «королевском кладбище» Маската.

## Семья
Султан Саид бен Таймур был сыном султана Теймура бин Фейсала (1886—1965) и принцессы Фатимы бен Али аль-Саид (4 мая 1891 — апрель 1967). Состоял в браке с тремя женщинами:
- 1. неизвестная из рода аль-Машани. Бракосочетание состоялось в апреле 1933 года в Дофаре, впоследствии разведены. Дочь — Умайма бен Саид аль-Саид (1934—2002).
- 2. Мазун аль-Машани (двоюродная сестра первой жены). Бракосочетание в 1936 году в Дофаре. Сын — султан Кабус бен Саид (18 ноября 1940 — 10 января 2020).
- 3. неизвестная. Дочь — Хадия бен Саид аль-Саид (?—1968).